# Hello Bomb
Hello Bomb war eine von 2009 bis 2012 aktive Rockband aus Köln. 

## Geschichte
Hello Bomb wurde 2007 in Köln gegründet. Die Bandformation bestand in ihrer Erstbesetzung aus dem Sänger Michal „Bronski“ Brzozowski, den beiden Gitarristen Michael "Mitch" Kieven und Erik Stöcker, dem Bassisten Till Krempel und dem ehemaligen Wohlstandskinder-Schlagzeuger Mirco „Caddy“ Cardeneo.
Im Juni 2008 brachte die Band in Eigenregie ihre erste EP heraus, die darauf enthaltenen Songs Parachute und The Wall schafften es auf die Playlist einiger Radiosender, darunter 1 Live und dem zu Kölncampus gehörigen Hellfire Radio.
Im April 2010 erschien auf dem Kölner Plattenlabel Comude das Debüt-Album Zuender, aus welchem im August des gleichen Jahres die Single People Like You mit zugehörigem Video ausgekoppelt wurde.
Kurz vor der Fertigstellung von Zuender verließ Drummer Mirco Cardeneo das Quintett und wurde durch Hannes Feder ersetzt. Im August 2010 verließ auch Erik Stöcker Hello Bomb, die restlichen Bandmitglieder entschieden sich gegen eine Neubesetzung an der zweiten Gitarre und waren seither zu viert aktiv.
Nach dem Albumrelease spielten Hello Bomb neben einer Reihe von Clubkonzerten u. a. auf der Deutschen Wakeboard Meisterschaft, der Rheinkultur sowie als Support für Massendefekt.
Am 5. März 2012 gab Sänger Bronski auf der Facebookseite die Auflösung der Band bekannt.

## Diskografie

### Alben
- 2010: Zuender (Comude)

### EPs
- 2008: Hello Bomb (Download-EP)

### Singles
- 2010: People Like You (Comude)

### Videos
- 2008: Parachute
- 2008: The Wall
- 2010: People Like You